# Col du Grand Cucheron
De Col du Grand Cucheron (hoogte 1188 m) is een bergpas in het Franse departement Savoie.
De pas ligt in het noordelijke gedeelte van het Belledonnegebergte en verbindt de Mauriennevallei met de Isèrevallei.

## Wielrennen
De Grand Cucheron kan door wielrenners op drie manieren worden beklommen.
1. Vanaf La Rochette aan de westkant is de klim 18,6 km lang, met een gemiddeld stijgingspercentage van 4,5%.
2. Vanaf La Corbière (bij Saint-Pierre-de-Belleville) aan de oostkant is de klim 11,6 km lang. Het hoogteverschil is dan 805 meter, met een gemiddeld stijgingspercentage van 6,9%.
3. Vanaf Aiguebelle aan de noordoostkant is de klim 16,3 km lang. Het hoogteverschil is dan 870 meter, met een gemiddeld stijgingspercentage van 5,3%. Deze route is eigenlijk een verlenging van de route vanaf La Corbière. Bij Saint-Georges-des-Hurtières sluit deze route aan op de vorige.

### Doorkomst op de Grand Cucheron tijdens de Ronde van Frankrijk
| Jaar | Etappe | Categorie | Start                   | Finish            | Als eerste op de top |
| ---- | ------ | --------- | ----------------------- | ----------------- | -------------------- |
| 1972 | 14b    | 2         | Valloire                | Aix-les-Bains     | Eddy Merckx          |
| 1983 | 17     | 2         | La Tour-du-Pin          | Alpe d'Huez       | Serge Demierre       |
| 1998 | 16     | 2         | Vizille                 | Albertville       | Stéphane Heulot      |
| 2012 | 12     | 1         | Saint-Jean-de-Maurienne | Annonay-Davézieux | Robert Kišerlovski   |